# وولانیتسه
وولانیتسه (به لاتین: Volanice) یک منطقهٔ مسکونی در جمهوری چک است که در شهرستان ییچین واقع شده‌است.